# World Combat League
La World Combat League (WCL) es un deporte de máximo contacto, con equipos basados en competencias de artes marciales. Cada equipo (compuesto por 5 hombres y 1 mujer) es de una ciudad o una región diferente: Texas, Nueva York, Los Ángeles, Oklahoma, San Luis, Nueva Jersey, Miami y Denver. La intención de la liga crecer a más ciudades en los Estados Unidos y tener una Liga Europea y una Liga Asiática.
La WCL es una "sorprendente guerra" con cortas peleas, para fomentar todo un estilo de pelea. Todas las sorprendente técnicas de Boxeo, Muay Thai, el estilo Internacional de Kickboxing y el Karate de contacto completo están permitidos. A fin de mantener el rápido ritmo de la acción, el grapado, la explotación o la lucha contra el suelo (luchando) están prohibidas.
La WCL fue fundada por el estrella de cine y de artes marciales Chuck Norris. Una porción de los ingresos de la World Combat League están dedicados a apoyar a KickStart, una organización benéfica creada por Norris para promover la disciplina de artes marciales y los valores a niños en situación de riesgo en la escuela.

## Equipos
Hay 8 equipos en 2 divisiones en todo Estados Unidos, cuatro en la División Occidental y cuatro en la División Oriental. Cada equipo está compuesto por 5 hombres y 1 mujer (un luchador por categoría de peso), con el mismo número de suplentes, luchadores por equipo.

### Western Division
- Oklahoma Destroyers | Entrenador Dale Cook
- Texas Dragons | Entrenador Tra Telligman
- Denver Fury | Entrenador Steve Alley
- Los Angeles Stars | Entrenador Colin Van Deusen

### Eastern Division
- New York Clash | Entrenador Mike Conroy
- St. Louis Enforcers | Entrenador Jesse Finney
- Miami Force | Entrenador John Morrison
- New Jersey Tigers | Entrenador Danny "Tiger" Schulman

## Campeones de WCL
| Ganador           | Perdedor    | Resultado |
| ----------------- | ----------- | --------- |
| Houston Enforcers | Miami Force | 139-131   |

| Ganador  | Perdedor       | Resultado |
| -------- | -------------- | --------- |
| LA Stars | New York Clash | 137-133   |